# Бяхме войници
„Бяхме войници“ (на английски: We Were Soldiers) е американско-немски пълнометражен игрален филм от 2002 година.
Режисьор на „Бяхме войници“ е Рандал Уолас, а самият филм е създаден по книгата на ген.-лейт. Харолд Мур и Джоузеф Галоуей „Бяхме войници... и млади“.
Действието във филма се развива във Виетнам.
Времетраенето му е 138 минути.

## Актьорски състав
- Мел Гибсън — Подполковник Хал Мур
- Маделин Стоу – Джули Мур
- Грег Киниър – Майор Брус Крандъл
- Сам Елиът – Сержант-майор Бейсил Пламли
- Крис Клайн – 2-ри лейт. Джак
- Бари Пепър – Джоузеф Галоуей